# Festival Internacional de Teatro del Caribe
XXIV FESTIVAL INTERNACIONAL DE TEATRO DEL CARIBE Un Mundo de Teatro
El festival Internacional de Teatro del Caribe se ha constituido como un espacio de interacción cultural con una fuerte relevancia a nivel social y es que en su más de dos décadas al servicio de la comunidad samaria, magdalenense y del país ha congregado un sin número de grupos y artistas del espectáculo vivo constituyendo nuestra ciudad como uno de los epicentros culturales más importantes del país.
TRAYECTORIA HISTÓRICA 
En respuesta jurídica a un evento que por iniciativa de algunas entidades había adquirido un posicionamiento en la actividad escénica de la ciudad de Santa Marta y de la Costa Atlántica colombiana, lo cual le mereció apoyo del entonces Instituto Colombiano de Cultura COLCULTURA; los organizadores del Festival Internacional de Teatro del Caribe, constituyen la Corporación Festival Internacional de Teatro del Caribe, entidad de carácter privado sin ánimo de lucro, registrada en la Gobernación del Magdalena el 7 de julio de 1994 e inscrita en la Cámara de Comercio de Santa Marta, el 18 de junio de 1997 bajo el número 00000319 del Libro I de las Entidades Jurídicas sin Ánimo de Lucro. 

La Corporación Festival Internacional de Teatro del Caribe, está conformado por un grupo de personas dedicadas a actividades escénicas y cuyo ente rector es la Asamblea General de Socios y su administración a cargo de la Junta Directiva en cabeza de su directora y representante legal; además de la planeación, desarrollo, organización y operación del Festival internacional de Teatro del Caribe (seminarios, foros, coloquios, etc.) cuenta con una Junta de Apoyo de la que forman parte reconocidas personalidades de la actividad cultural en el Distrito de Santa Marta. 

La Corporación Festival Internacional de Teatro del Caribe en su búsqueda del desarrollo de la cultura y las artes escénicas en la región, el Departamento del Magdalena y el Distrito de Santa Marta realiza el Festival Internacional de Teatro del Caribe obteniendo los siguientes logros:  Durante sus veintidós versiones el festival Internacional de Teatro del Caribe ha contado con la participación de grupos teatrales, parateatrales, dancísticos, musicales de veinticuatro (24)  países, nacionales, del departamento del Magdalena y del distrito de Santa Marta, incluyendo como subsedes de su programación los municipios de Ciénaga, Zona Bananera, Aracataca, Fundación y la Mina – Cerrejón. 

Su valioso impacto social ha demarcado una asistencia de 580 agrupaciones contando con aproximadamente 442.000 espectadores en estos veintidós años del festival;logrando crear un público crítico que traspasa dos generaciones, constituyéndose en un espacio de autocrítica y visión hacia el desarrollo de las artes en nuestra región con el acompañamiento de importante personalidades del quehacer cultural mundialEn estos 23 años hemos contado con la presencia de: Andre Luis Perinetti y Kim Jeong Ok, Presidentes de Honor del ITI-UNESCO,Alexander Stillmark y Neville Shulman miembros del ITI Reino Unido, Maestra Isabel Quintanar, Directora Centro ITI mexicano, Fanny Mickey (Q.E.P.D.) Directora del Festival Iberoamericano de Teatro, Isaac Chocron Dramaturgo Venezolano, Emilio Carballido (Q.E.P.D.), Dramaturgo Mexicano, Francisco Javier, Director de Teatro Argentino, Ramiro Osorio, Exministro de Cultura y actualmente Director del Teatro Julio Mario Santodomingo, entre otras. 

El Festival Internacional de Teatro del Caribe está inmerso en la Ley del Teatro 1170 del 7 de diciembre de 2007, como uno de los cuatro (04) festivales de mayor relevancia y trayectoria en el país y está incluido por el Ministerio de Cultura en la categoría de proyecto intermedio reconocimiento otorgado a aquellos proyecto que se han definido teniendo en cuenta su trayectoria, antecedentes, idoneidad, reconocimiento, impacto (cobertura, gestión, costo, beneficio, procesos culturales), democratización de accesos, aportes al desarrollo social y económico(generación de empleos, tarifas y descuentos, sostenibilidad), trascendencia departamental, regional y comportamiento del apoyo desde el Programa Nacional de Concertación.  TRAYECTORIA CULTURAL En el año 1990 se realiza con el concurso del Servicio Nacional de Aprendizaje SENA Regional Magdalena, la Fundación para el Desarrollo Dramático y Artístico del Magdalena FUNDAM y empresas de la ciudad de Santa Marta, el primer Festival Internacional de Teatro del Caribe, con la participación de grupos escénicos de Venezuela, Panamá, Cuba y de la Costa Atlántica Colombiana y agrupaciones folclóricas del Departamento del Magdalena. 

Durante las versiones realizadas en los años 1991, 1992 y 1993 se consolida el Festival Internacional de Teatro del Caribe, como un espacio de encuentro y proyección del Teatro del Caribe colombiano y su interacción con expresiones escénicas del Caribe americano. Durante sus veintiún versiones ha realizado de manera ininterrumpidas el Festival Internacional de Teatro del Caribe, congregando 410 compañías y grupos de teatro entre nacionales e internacionales, 90 agrupaciones parateatrales, musicales y folclóricas y un número significativo de artistas (escritores, artistas plásticos, poetas, dramaturgos, etc.). 

Es de destacar la capacitación que se ha venido realizando en todos posniveles de formación teatral y artísticas, seminarios, talleres, foros, simposios, beneficiándose con ellos a teatreros, danzarines, artistas plásticos, escritores, docentes, estudiantes y público en general. En esta vigésima cuarta versión del Festival Internacional de Teatro del Caribe, se continuará en los propósitos y metas alcanzadas durante estos veintiún años, de calidad e intercambios culturales de nuestro país con los países de la cuenca del Caribe de América Latina y del mundo. 
La progresiva afirmación como productores de eventos escénicos, gracias a la experiencia adquirida con el Festival y a contar con unos equipos técnicos apropiados para desarrollar la producción de espectáculos propios y ajenos en teatro, música y danza especialmente. Hoy por hoy este es un servicio que podemos ofrecer a la comunidad. De lo anterior se desprende, el contar con un recurso humano al que se ha vinculado de manera permanente, capacitada e idónea para atender la operatividad de la empresa tanto en lo administrativo como en la parte técnica, resultando en la prestación de un servicio de calidad. Pero el aspecto más importante es la búsqueda de alianzas con los entes locales administrativos para fortalecer y desarrollar la actividad artística en la ciudad a través de la constitución como operadores del teatro Santa Marta, mediante un convenio que permitiría consolidar un espacio idóneo para la proyección y difusión del arte escénico.
FESTICARIBE
El Festival Internacional de Teatro del Caribe se concibe, desde sus inicios, como un espacio para pensar y repensar nuestro teatro, el teatro colombiano, cotejándolo con el del Caribe y el internacional, auscultándolo en todas sus aristas, trascendiendo lo formal escénico para generar un discurso teatral propio, explorando la diversidad que nos retrata, nos separa y nos identifica como Región Caribe frente al mundo, en términos de lo étnico, político, social y primordialmente lo cultural. Estos conceptos, está visión que se ha constituido en derrotero de la ejecución anual del Festival, aunados al propósito de generación de un espacio para el diálogo cultural y la construcción de sentidos, le dan justificación social a este.

Hoy cuando empieza a discutírsela pertinencia de realizar el Festivales y eventos que permitan la interacción de público y artistas desde un concepto de lo tradicional y globalizado, que mejor sitio que este festival para dar comienzo a estrategias de inclusión que permitan visibilizar el quehacer teatral producido en las regiones desde la perspectiva y el análisis y observación de las diferentes estéticas, narrativas, metodologías y tendencias presentes en el quehacer teatral internacional. La pretensión es que este evento sirva como punto de partida para pensar nuestro teatro, para auscultarlo en todas sus aristas, trascender lo formal escénico para generar un discurso en el que se agoten las posibilidades de nuestro teatro y participe de la caracterización de un teatro nacional, de un Ethos filosófico que convoque y concilie las diversas miradas actuales a partir de un discurso dialéctico con el otro.

En este orden de ideas se hace necesaria la apertura de un espacio, a manera de observatorio, donde se contextualice y verifiquen las diferentes tendencias teatrales en Colombia, Latinoamérica y el mundo, incluyendo aquellas que en estricto sentido“taxonómico” no puedan definirse rigurosamente como manifestaciones teatral espero que se surten de este en algunos aspectos y que a su vez prestan de su técnica y lenguaje para enriquecer aquel. Vale entonces, por nombrar algunos;títeres, callejero, gestual, narración oral, danza-teatro, circo-teatro,objetos, performances; tendencias, que bien vistas, amplían la perspectiva delo teatral trascendiendo conceptos cerrados con los que suele definirse y limitarse lo teatral. 

En últimas, lo que se busca es que el XXIV Festival de Teatro del Caribe sea un laboratorio de convivencia teatral, en el cual todos y todas las maneras de entender y sentir el teatro se sientan representadas y abiertas a la valoración y a la crítica.  Además de lo escénico dentro del festival se verificará un FORO SOBRE EL TEATRO COLOMBIANO y una jornada magistral Sobre el tema de las NUEVAS TENDENCIAS Y FORMATOS TEATRALES, con participantes invitados de varias regiones del país e internacionales, con el fin de elaborar el documento inicial sobre el estado del arte teatral en el país, no como un documento final pero si como basamento inicial sobre el cual se construya el Ethos filosófico expuesto antes. 

El festival se plantea realizar talleres e investigaciones sobre diferentes tópicos del teatro, contribuyendo ala formación artística de actores y directores de teatro del Distrito de Santa Marta, el Departamento del Magdalena y la región Caribe,  con el fin de realizar un aporte que en lo teórico contribuyan a comprender tanto nuestra realidad social como el devenir de la actividad escénica de la región Caribe en el contexto de lo nacional, latinoamericano y mundial.  También, y es este otro de los aspectos importantes de este festival, será el lograr un impacto en las comunidades infantiles, teniendo como principal objetivo los menores de edad en situación de precariedad y vulnerabilidad, en este ámbito se desarrollara una programación especial que logre alcances significativos no solo en lo cuantitativo si no en lo cualitativo; para esto se realizaran funciones teatrales, danzaras, parateatrales y del espectáculo vivo en diferentes zonas del distrito tales como comunas, barrios y planteles educativos del orden público.

Por último cabe resaltar la importancia que para los grupos teatrales participantes del Festival del Caribe 2013 representaría el generar y desarrollar momentos de reflexión, análisis y autoevaluación a partir de referentes universales representados en las propuestas escénicas provenientes de otras realidades o países, contrastando procesos y posibilitando el mejoramiento de las prácticas teatrales y la prospección de acciones que colectivamente pudieran adelantarse para beneficio de las artes escénicas en el Caribe, Colombia y Latinoamérica.
LISTADO DE LAS COMPAÑIAS PARTICIPANTES COMPAÑIAS INTERNACIONALES:
*Compañía Identikit-  Argentina*Compañía Las Sillas- Argentina*Compañía Neppa Teatro- Brasil*Compañía Teatro del Caballero- Cuba*Compañía Barro Rojo- México*Compañía Blanco en las Rocas- México*Compañía Beso de Tres- México*Compañía Apu Teatro- Perú  *Compañía Titilar- Venezuela COMPAÑIAS NACIONALES*Compañía de la Universidad Pedagógico-Bogotá*Compañía Los Triciclos Negro-Bucaramanga*Compañía El Bufón del Tiempo-Bucaramanga*Compañía Sueños del Arte- Baranoa*Compañía Teatro Libre- Bogotá *Compañía Chiminigagua- Bogotá *Compañía la Asab- Bogotá  COMPAÑIAS LOCALES*Ceda Teatro*Ludus Corpus*Grupo musical Kolectivo*Grupo Infinito*Danzas Kumbe*Esencia Africana*Danger Boys
El Festival Internacional de Teatro del Caribe es un encuentro cultural realizado anualmente y por lo general celebrado a principios del mes de septiembre o finales del mes agosto y que reúne un compilado de puestas en escenas de carácter internacional que tiene como marco central la ciudad colombiana de Santa Marta. 
Desde su primera edición en 1989 el festival y de la mano de la dirección de Patricia Moreno lleva consolidándose como una de las muestras de artes escénicas más importantes de Colombia y es considerado como el festival de teatro más antiguo del la región Caribe. 
Festicaribe es la entidad cultural encargada de organizar el certamen y ha contado con la participación de más de 24 países entre los cuales se encuentran Argentina, Brasil, Cuba, Chile, España, Estados Unidos, Francia, México, Venezuela entre otros. 
Aparte de la muestra internacional el festival cuenta en escena con una exhibición de compañías teatrales locales y nacionales; además se incluyen presentaciones de teatro callejero, danza contemporánea, agrupaciones de música popular, agrupaciones musicales y danzas folclóricas de la región. 
El lugar en donde se desarrolla gran parte del festival es el Teatro Santa Marta.
Desde hace unos años el festival lleva extendiéndose a otras poblaciones del Departamento del Magdalena y La Guajira.